# قطراني السفلى الأولى (بوزي)
قطراني السفلى الأولى (بالفارسية: قطرانی سفلی یک) هي منطقة سكنية تقع في إيران في قسم بوزي الريفي. يقدر عدد سكانها بـ 166 نسمة بحسب إحصاء 2016.